# Dahomeya
Dahomeya is een geslacht van kreeftachtigen uit de klasse van de Ostracoda (mosselkreeftjes).

## Soorten
- Dahomeya acuta Apostolescu, 1961 †
- Dahomeya acutafinis Apostolescu, 1961 †
- Dahomeya alata Apostolescu, 1961 †
- Dahomeya omarai (Cronin & Khalifa, 1980) Carbonnel, 1986 †
- Dahomeya robusta (Omatsola, 1972) Carbonnel, 1986
- Dahomeya robusta Apostolescu, 1961 †